# Tarnówka (Powiat Złotowski)
Tarnówka (deutsch Tarnowke) ist ein Dorf mit Sitz einer Landgemeinde im Kreis Złotów (Flatow) in der polnischen Woiwodschaft Großpolen.

## Geographische Lage
Tarnówka liegt in Hinterpommern im Tal der Gwda (Küddow), etwa 13 Kilometer westlich von Złotów, 33 Kilometer südlich von Szczecinek (Neustettin) und 150 Kilometer östlich von Stettin (Szczecin).

## Dorf Tarnówka (Tarnowke)

### Geschichte

Tarnowke westlich der Stadt Flatow auf einer Landkarte von 1806

Die Gründungsurkunde des Grundherrn von Koscielecki für das Dorf Tarnowke (die 1945 eingeführte polnische Bezeichnung „Tarnówka“ kommt in Polen siebenmal vor) wurde im Jahre 1579 ausgestellt, nachdem der Ort nach der großen Pest (1563–1569) neu gegründet worden war; die ersten Kolonisten waren sämtlich evangelische Pommern.
Von 1609 bis 1631 war Tarnowke Stadt. Da die Bürgermeister des Schreibens unkundig waren, verfassten und unterzeichneten Pfarrer Samuel Koikow (1609–1617) und Schulmeister Walter (1617–1631) die Protokolle.
In polnischen Urkunden wird Tarnowke immer als deutsches Dorf bezeichnet, auch in dem Befehl von 1732, die evangelische Kirche im Ort (wie auch in den Nachbarorten Ossowke (1940–45 Espenhagen, heute polnisch: Osówka) und Petzewo (1940–45 Deutsch Fier, polnisch: Piecewo)) zu zerstören, um den Katholiken zuvorzukommen.
Die zum Ort gehörende Tarnowker Mühle (Tarnowski Młyn) wurde 1890 zu einer Pappenfabrik ausgebaut. 1940 ging sie an die Papier und Pappe AG in Berlin über.
Vor 1945 gehörte Tarnowke zum Landkreis Flatow im Regierungsbezirk Grenzmark Posen-Westpreußen der preußischen Provinz Pommern.
Gegen Ende des Zweiten Weltkriegs besetzte im Frühjahr 1945 die Rote Armee die Region. Kurz danach wurde Tarnowke unter polnische Verwaltung gestellt. Soweit sie nicht geflohen waren, wurden die Einwohner in der darauf folgenden Zeit vertrieben. Tarnowke wurde in Tarnówka umbenannt.
Das Dorf wurde Ortsteil mit Sitz der Gemeindeverwaltung der Gmina Tarnówka im Powiat Złotowski in der Woiwodschaft Großpolen (bis 1998 Woiwodschaft Piła (Schneidemühl)).

### Einwohnerzahlen
| Jahr | Ein- wohner | Anmerkungen                         |
| ---- | ----------- | ----------------------------------- |
| 1766 | 563         | [ 4 ]                               |
| 1852 | 966         | [ 4 ]                               |
| 1864 | 1123        | darunter zwei Katholiken            |
| 1925 | 1549        | darunter 65 Katholiken, keine Juden |
| 1933 | 1608        | [ 7 ]                               |
| 1939 | 1548        | [ 7 ]                               |

### Kirche

#### Pfarrkirche
Die erste Kirche von 1582 machte nach einem Brand 1702 einem Neubau Platz. 1732 wurde sie abgerissen.
Ein Neubau entstand 1773 als Fachwerkbau mit Schindeldach und verbrettertem Turm. Eine Inschrift deutet ihr Schicksal an: Durch blinden Eifer sank ich nieder 1732, mit Gottes Hilfe steh ich wieder 1773.
Die Kirche trägt heute den Namen Kościół pw. Nawiedzenia NMP.

#### Kirchengemeinde
Das seit 1579 bestehende evangelische Kirchspiel Tarnowke, in das die Filialkirchen Ossowke (1940–45 Espenhagen, heute polnisch: Osówka), Petzewo (1940–45 Deutsch Fier, jetzt Piecewo) und Sakollnow (Sokolna) eingepfarrt waren, gehörte vor 1945 zum Kirchenkreis Flatow in der Kirchenprovinz Westpreußen der Kirche der Altpreußischen Union.
Nach 1945 wurde die Pfarre Tarnówka katholisch und in das Dekanat Jastrowie (Jastrow) im Bistum Köslin-Kolberg der Katholischen Kirche in Polen eingegliedert. Die evangelischen Kirchenglieder werden vom Pfarramt in Piła (Schneidemühl) in der Diözese Pommern-Großpolen der Evangelisch-Augsburgischen Kirche in Polen betreut.

#### Pfarrer 1579–1945
1. Samuel Koikow, 1579–1638
2. Johann Bußmann, 1638–1659
3. Johann Fabricius (Schmidt), 1660–1703
4. Daniel Runge, 1703–1726
5. Johann Christian Weiße, 1726–1732
 (Vakanz 1732–1773)
6. Johann Michael Runge, 1773–1792
7. Carl Friedrich W. Peterson, 1792–1836
8. August G. W. Peterson, 1836–1867
9. Ludwig Bernhard Gottfried Plähn, 1868–1887
10. Ernst Georg Gustav Liedtke, 1888–1908
11. Theodor Wilhelm Johann Hoeppener, 1908–1925
12. Johannes Schulz, 1926–?
13. Friedrich Buchholz, 1931–1933
14. Horst Dinglinger, 1936–1945

### Schule
Tarnowke besaß die älteste Schule des Kreises Flatow.

## Gmina Tarnówka

### Allgemeines
Die seit 1983 bestehende Landgemeinde Tarnówka liegt bis auf die Ortschaften Płytica (Plietnitz) und Ptusza (Betkenhammer) am rechten Gwda-(Küddow-)Ufer. Ihre Fläche beträgt 132,323 km², und sie zählt mehr als 3000 Einwohner, von denen knapp die Hälfte im Dorf Tarnówka leben.
Nachbargemeinden sind:
- Jastrowie (Jastrow), Krajenka (Krojanke) und Złotów (Flatow) im Powiat Złotowski,
- Szydłowo (Groß Wittenberg) im Powiat Pilski (Kreis Schneidemühl).

### Gemeindegliederung
Die Gmina Tarnówka ist in 14 Ortschaften mit 11 Ortsteilen ("Schulzenämter") unterteilt:
- Ortsteile:

| - Bartoszkowo (Marienhöhe) - Osówka (Ossowke, 1940–45 Espenhagen) - Piecewo (Petzewo, 1940–45 Deutsch Fier) - Plecemin (Plötzmin) - Płytnica (Plietnitz) | - Ptusza (Betkenhammer) - Sokolna (Sakollnow) - Tarnowiec - Tarnówka I (Tarnowke) - Tarnówka II - Węgierce (Wengerz) |

Übrige Ortschaften: Annapole (Annafeld), Pomiarki, Tarnowiec-Elektrownia und Tarnowski Młyn (Tarnowsker Mühle).

### Verkehr

#### Straßen
Tarnówka liegt ein wenig abseits der Verkehrsstraßen, hat jedoch direkte Anbindung an die Kreisstadt Złotów über eine Nebenstraße, die an der Landesstraße 11 (Kołobrzeg (Kolberg) – Poznań (Posen) – Bytom (Beuthen/Oberschlesien)) im Ortsteil Ptusza (Betkenhammer) beginnt. Die übrigen Ortschaften der Gmina Tarnówka sind über kleinere Straßen bzw. Landwege miteinander verbunden.

#### Schienen
Das Dorf Tarnówka selbst hat seit 1945 keinen Bahnhof mehr. Der Ortsteil Ptusza hat einen Haltepunkt, ehemals Bahnhof, an der Bahnstrecke Piła–Ustka.
Vor 1945 zogen sich durch das heutige Gemeindegebiet zwei Eisenbahnlinien, die jedoch beide infolge des Zweiten Weltkrieges stillgelegt wurden:
- die 1914 erbaute Bahnstrecke Deutsch Krone (Wałcz) – Flatow (Złotów) mit den Bahnstationen Plietnitz (Płytnica), Tarnowke (Tarnówka), Wengerz (Węgierce) und Annafeld (Annopole), und
- die ebenfalls 1914 erstellte Bahnstrecke Jastrow (Jastrowie) – Wengerz (Węgierce), die – noch die Bahnstation Petzewo (1940–45 Deutsch Fier, polnisch: Piecewo) passierend – im heutigen Gemeindegebiet endete. Über Jastrow war sie ehemals bis nach Tempelburg (Czaplinek) verlängert.